# Département de la Guerre des États confédérés
Le département de la Guerre des États confédérés est un département du niveau d'un cabinet dans le gouvernement des États confédérés d'Amérique responsable de l'administration des affaires de l'armée des États confédérés. Le département de la Guerre est dirigé par les secrétaires de la Guerre des États confédérés. Au cours de son existence, le département de la Guerre est le plus grand département du service civil dans les États confédérés d'Amérique.

## Histoire
Le département de la Guerre est créé par la loi n° 26 du Congrès provisoire confédéré le 26 février 1861.

## Organisation

### Personnel clé
Il y a douze postes clés dans le département de la Guerre, dont quatre sont tenus par des civils et huit par des militaires ; ces postes sont :
- Secrétaire à la guerre des États confédérés d'Amérique (civil)
- Adjudant, et inspecteur général : général. Samuel Cooper
- Secrétaire adjoint de la Guerre (civil): Albert Taylor Bledsoe, John Archibald Campbell
- Chef du bureau de la Guerre (civil) : Robert Garlick Hill Kean[3]
- Chef de la conscription : brigadier général Gabriel J. Rains, brigadier général Charles W. Field, brigadier général John S. Preston
- Chef de nitre et de l'exploitation minière : colonel Isaac M. St. John, colonel Richard Morton
- Chef de l'artillerie : brigadier général Josiah Gorgas
- Commissaire général de subsistance : colonel Lucius B. Northrop, brigadier général Isaac M. St. John
- Quartier-maître général : colonel Abraham C. Myers, brigadier général Alexander Lawton
- Chirurgien général : colonel Samuel P. Moore
- Commissaire du département de la Guerre des affaires indiennes (civil)

### Départements et bureaux
Le département de la Guerre confédéré a plusieurs sous-département dans sa structure d'organisation.
- Département de l'adjudant et de l'inspecteur général : créé par une loi du Congrès confédéré du 19 avril 1862.
- Bureau des ingénieurs : créé par une loi du Congrès confédéré, le 6 mars 1861.
- Bureau des affaires indiennes : créé par deux lois séparées du Congrès provisoire confédéré le 21 février et le 15 mars 1861.
- Bureau du ravitaillement étranger : créé par une loi du Congrès confédéré, le 17 mai 1864
- Bureau de la conscription

Créé le 30 décembre 1862.
- Bureau des camps de prisonniers
- Bureau de l'échange de prisonniers

Créé le 12 juillet 1862.
- Département du commissariat
- Corps médical : le corps médical ou département médical est commandé par le chirurgien général qui est responsable des détails administratifs du département, de la gouvernance des hôpitaux, de la réglementation des services des médecins hygiénistes, de la délivrance des ordonnances et des instructions relatives à leurs obligations professionnelles et de l'emploi de médecins par intérim en cas de besoin[4].
- Bureau du nitre et de l'exploitation minière : créé par la loi du Congrès confédéré le 11 avril 1862[5]. Le bureau du nitre et de l'exploitation minière est à l'origine une partie du bureau de l'ordonnance, mais plus tard est devenu un bureau à part entière indépendant du bureau de l'ordonnance le 22 avril 1862.
- Bureau de l'ordonnance : créé le 8 avril 1861, en vertu de l'article 44 du règlement de l'armée confédérée.
- Département du quartier-maître général : créé par la loi du Congrès provisoire confédéré le 26 février 1861[6].
- Bureau des signaux : créé par une loi du Congrès confédéré du 19 avril 1862. Ce bureau est attaché au bureau de l'adjudant-général. Edward Porter Alexander est responsable de l'établissement de ce corps[7]. Bien qu'établi officiellement en 1862, Edward Porter Alexander a mis en place la création d'un service des signaux, et a un service des signaux opérationnels pour la première bataille de Bull Run, des mois avant qu'un service comparable homologue fédéral émerge. Le bureau des signaux participe également à la collecte de renseignements au cours de la guerre.